# Franz von Arenberg
Le prince Franz von Assisi Ludwig von Arenberg (né le 29 septembre 1849 au château d'Arenberg en Belgique - mort le 25 mars 1907 à Meerbusch) est un diplomate et un homme politique allemand.

## Biographie
Membre de la famille d'Arenberg, il est le petit-fils de Prosper-Louis d'Arenberg.
Après des études de droit à l'université de Bonn, il est stagiaire au tribunal de grande-instance de Metz, comme son ami Bernhard von Bülow. Il entre par la suite dans les services diplomatiques allemands en étant secrétaire de légation à Stockholm, Londres, Saint-Pétersbourg et Constantinople. Membre du Zentrum, Arenberg est député de Prusse à partir de 1882. En 1890, il est élu au Reichstag. Responsable de la politique coloniale, il est nommé vice-président à Berlin de la Société coloniale allemande.
Il acquiert une certaine notoriété dans son rôle d'intermédiaire dans le conflit entre l'administration coloniale impériale et les missionnaires venus de Steyl lors du scandale d'Atakpame/Togo. Les missionnaires de la Société du Verbe-Divin avaient fait en sorte que des mesures disciplinaires soient prises contre certains fonctionnaires coloniaux au comportement violent. La presse et les députés du Reichstag se sont emparés du scandale à plusieurs reprises entre 1904 et 1907.